# Jeffrey Tambor
Jeffrey Michael Tambor (født 8. juli 1944) er en amerikansk skuespiller kendt for blandt andet sine roller i komedieserierne Familie på livstid og The Larry Sanders Show.

## Udvalgt filmografi

### Film
| År   | Titel                       | Rolle             | Note(r) |
| ---- | --------------------------- | ----------------- | ------- |
| 1998 | Dr. Dolittle                | Dr. Fish          |         |
| 1998 | Vild med Mary               | Sully             |         |
| 1998 | Meet Joe Black              | Quince            |         |
| 1999 | Teaching Mrs. Tingle        | "Spanky" Wenchell |         |
| 1999 | Girl, Interrupted           | Dr. Melvin Potts  |         |
| 2000 | Pollock                     | Clement Greenberg |         |
| 2004 | Hellboy                     | Tom Manning       |         |
| 2008 | Superhero Movie             | Dr. Whitby        |         |
| 2008 | Hellboy II: The Golden Army | Tom Manning       |         |
| 2009 | Tømmermænd i Vegas          | Sid Garner        |         |
| 2009 | Monsters vs. Aliens         | Carl Murphy       | Stemme  |
| 2011 | Tømmermænd i Thailand       | Sid Garner        |         |
| 2013 | Tømmermænd tur-retur        | Sid Garner        |         |

### Tv-serier
| År            | Titel                  | Rolle            | Note(r) |
| ------------- | ---------------------- | ---------------- | ------- |
| 1992–98       | The Larry Sanders Show | Hank Kingsley    |         |
| 2003–06, 2013 | Familie på livstid     | George Bluth, Sr |         |
| 2014–2017     | Transparent            | Maura Pfefferman |         |